# Pak Sung-hyok
Pak Sung-hyok (박승혁?; Pyongyang, 30 maggio 1990) è un calciatore nordcoreano, centrocampista del Sobaeksu e della Nazionale nordcoreana.